# Флорентино-Амегино (департамент)
Департамент Флорентино-Амегино  (исп. Departamento de Florentino Ameghino) — департамент в Аргентине в составе провинции Чубут.
Территория — 16088 км². Население — 1627 человек. Плотность населения — 0,10 чел./км².
Административный центр — Камаронес.

## География
Департамент расположен на востоке провинции Чубут.
Департамент граничит:
- на севере — с департаментами Гайман, Росон
- на востоке — с Атлантическим океаном
- на юго-западе — с департаментом Эскаланте
- на западе — с департаментом Мартирес

## Административное деление
Департамент включает 1 муниципалитет:
- Камаронес

## Важнейшие населенные пункты[3]
| № | Населённый пункт | Населённый пункт (исп.) | Категория | Население чел. (2010) | На карте                        |
| - | ---------------- | ----------------------- | --------- | --------------------- | ------------------------------- |
| 1 | Камаронес        | Camarones               | поселок   | 1296                  | 44°47′48″ ю. ш. 65°42′41″ з. д. |
| 2 | Гараяльде        | Garayalde               | поселок   | 18                    | 44°41′13″ ю. ш. 66°37′11″ з. д. |